# Аминта IV Македонски
Аминта IV (на старогръцки: Αμύντας Δ') е цар на Древна Македония от династията Аргеади през 359–356 г. пр. Хр.
Той е син на Пердика III и Евридика I Македонска и едва на три години, когото баща му умира през 359 г. пр. Хр. в боевете против илирийците. Затова неговият чичо Филип II поема регентството и през 356 г. пр. Хр. узурпира напълно трона. Аминта IV е оставен да живее в двореца и е смятан за член на царската фамилия. Дават му множество приятели (syntrophoi) от благордниците, между тях Филота. Женят го за Кинана, дъщерята на Филип II.
След смъртта на Филип II през 336 г. пр. Хр. Аминта IV е убит от Александър Македонски като вероятен конкурент за трона. Вероятно той планувал преврат.
Аминта IV има с Кинана дъщеря Адеа/Евридика, която се ражда месеци след неговата смърт и по-късно е омъжена за чичо си Филип III Аридей.